# Jonas Romanovas
Jonas Romanovas (russisch Иван Романов; * 24. August 1957 in Vilnius) ist ein ehemaliger litauischer Radrennfahrer, der in der Sowjetunion aktiv war.

## Sportliche Laufbahn
Romanovas (zu seiner Zeit als Sowjetbürger wurde er Romanow genannt) startete als Amateur für die sowjetische Nationalmannschaft. 1990 wurde er Berufsfahrer im russischen Radsportteam Lada und hatte ab 1991 die litauische Staatsbürgerschaft. Er war als Bahnradsportler und im Straßenradsport aktiv und erfolgreich.
1975 gewann er bei den UCI-Straßen-Weltmeisterschaften der Junioren die Goldmedaille im Mannschaftszeitfahren. 1983 gewann er den nationalen Titel im Punktefahren über sechs Tage. Bei den UCI-Bahn-Weltmeisterschaften gewann er im Punktefahren die Bronzemedaille. 1992 wurde er in dieser Disziplin Vize-Weltmeister hinter Bruno Risi. 1987 siegte er im Rennen um den nationalen Titel im Zweier-Mannschaftsfahren mit Alexander Alexandrow als Partner. Auf der Straße gewann er den sowjetischen Meisterschaftstitel im Kriterium 1985 und 1987.
1983 gewann er den Großen Preis von Taschkent im Einzelzeitfahren und im Straßenrennen. Mit der Griechenland-Rundfahrt gewann er 1985 ein internationales Etappenrennen. Zum Saisonauftakt 1986 gewann er vier Etappen der Kuba-Rundfahrt. Es folgten Etappensiege in der Internationalen Friedensfahrt, der Vuelta a Colombia, der Settimana Ciclistica Lombarda sowie dreimal im Grand Prix International de Torres Vedras-Trophée Joaquim Agostinho. In den beiden letzteren Rennen wurde er jeweils Zweiter. In der Internationalen Friedensfahrt 1986 belegte er den 6. Platz.
1987 kam er auf den dritten Platz der Marokko-Rundfahrt hinter dem Sieger Artūras Kasputis. Er war auf sieben der zwölf Etappen erfolgreich. 1988 siegte er zweimal auf Etappen der Griechenland-Rundfahrt.
Als Profi waren seine besten Platzierungen der Etappensieg im Rennen Barcelona–Montpellier 1993 und der Sieg im Eintagesrennen Ronde van Midden-Nederland 1994. 1993 beendete er die Polen-Rundfahrt als Dritter auf dem Podium.
1992 bestritt er den Giro d’Italia und wurde 92. des Endklassements. 1996 war er für Litauen Teilnehmer der Olympischen Sommerspiele in Atlanta. Im olympischen Straßenrennen schied er aus.

## Berufliches
Nach seiner aktiven Laufbahn wurde er in seiner Heimatstadt als selbständiger Unternehmer tätig. Er übernahm Funktionen im Radsportverband und als Kommunalpolitiker.